# چیالکان
چیالکان، روستایی از توابع بخش مرکزی شهرستان سلسله در استان لرستان ایران است.

## جمعیت
این روستا در دهستان دوآب قرار دارد و براساس سرشماری مرکز آمار ایران در سال ۱۳۸۵، جمعیت آن ۱۲۲ نفر (۲۰خانوار) بوده‌است.این روستا حدود۱۲۰سال پیش توسط فرزندان داود (مقصود علی .علی پناه وحیاتعلی)کاکولوند بنیان وگسترش یافته است.
فاصله این روستا تا مرکز شهر ۵کیلومتر میباشد.
شغل عمده مردم این روستا کشاورزی است.